# Departma Antioquia
Departma Antioquia (španska izgovorjava: [anˈtjokja]) je eden od 32 departmajev Kolumbije v osrednjem severozahodnem delu Kolumbije z ozkim delom, ki meji na Karibsko morje. Večina njegovega ozemlja je gorata z nekaj dolinami, od katerih je velik del gorskega območja Andov. Antioquia je bila del številnih teritorialnih delitev nekdanjih držav, ki so nastale na današnjem ozemlju Kolumbije. Pred sprejetjem kolumbijske ustave iz leta 1886 je imela država Antioquia svojo suvereno vlado.
Departma pokriva površino 63.612 km² in ima 6.407.102 prebivalcev (ocena iz leta 2018). Antioquia meji na departma Córdoba in Karibsko morje na severu; Chocó na zahodu; departmaje Bolívar, Santander in Boyaca na vzhodu in departmaja Caldas in Risaralda na jugu.
Medellín je glavno mesto departmaja Antioquia in drugo največje mesto v državi. Drugi pomembni mesti sta Santa Fe de Antioquia, stara prestolnica ob reki Cauca in Puerto Berrío ob reki Magdaleni.

## Geografija
Antioquia je šesti največji departma Kolumbije. Je pretežno gorat, prečkata ga andski  Cordillera Central in Cordillera Occidental. Cordillera Central se razdeli z dolino Aburrá, v kateri je glavno mesto Medellín. Cordillera Central tvori planote Santa Rosa de Osos in Rionegro.
Medtem ko je 80 % ozemlja departmaja gorat, ima Antioquia tudi nižine v Bajo Cauca, Magdalena Medio in vzhodni Sonsón ter obalo na Karibskem morju v regiji Urabá. To območje ima tropsko podnebje in ima zaradi svoje lege velik strateški pomen.

## Zgodovina

### Avtohtoni ljudje Antioquije
Pred špansko kolonizacijo so ta del sodobne Kolumbije naseljevala različna avtohtona plemena. Njihov izvor je negotov, saj strokovnjaki menijo, da so nekateri prišli s karibskih otokov, drugi pa, da izvirajo med ljudstvi iz notranjosti ob reki Amazonki.
Antioquia je bila naseljena predvsem s Karibi. Nekatere razpršene skupine  Muisca naj bi bile prisotne v regiji Darién (v sodobni Panami), obalni regiji na skrajnem severu Antioquije. Toda noben zgodovinski zapis se ne nanaša na Muisca v Antioquiji.
Karibe, ki so zasedali ozemlje v Antioquii, so poznali po klasifikacijah manjših skupin, imenovanih families. Nekatere od najvidnejših domačih družin v regiji so Catía, Nutabe in Tahamíe, ki so vse živele v osrednji regiji Antioquia.
Kultura Quimbaya je zasedala južno Antioquijo.
Zgodovinska plemena Quimbaya, Karibi in Muisca so bile najvidnejše skupine, s katerimi so se konkvistadorji srečali ob prihodu v Antioquijo. Quimbaya so imeli veliko opraviti z razvojem departmaja.
Španci so imeli burno zgodovino srečanj s Karibi. Čeprav je bilo pleme številčno in znano po svoji bojeviti kulturi, so različna ljudstva te družine v procesu osvajanja in kolonizacije postala prevladujoča ali iztrebljena s strani Špancev. Tako kot vsi Indijanci so imeli izjemno visoko umrljivost zaradi na novo vnesenih nalezljivih evroazijskih bolezni, na katere niso bili imuni.
V nekaterih primerih so se preživeli domačini razpršili, da bi se izognili Špancem, nekateri pa so storili samomor, da bi pobegnili od zasužnjenja ali prisilnega dela. Številni preživeli so pobegnili v kraje v sodobnem departmaju Chocó. V Antioquiji so domačini skoraj popolnoma izginili. Trenutno avtohtona populacija departmaja Antioquia komajda dosega 0,5 % celotnega prebivalstva.

### Baskovski vpliv v Antioquiji
Od sredine 19. do 20. stoletja je potekala razprava, osredotočena na očitno pomemben judovski izvor Antioquijcev. Drugi so pozneje opozorili na baskovsko poreklo kot način za razumevanje posebnosti prebivalstva. Med njimi sta bila pomembna dva ameriška zgodovinarja: Everett Hagen in Leonard Kasdan. Hagen je leta 1957 pogledal telefonski imenik v Medellinu in ugotovil, da je 15 % priimkov baskovskega izvora, pri čemer je takrat ugotovil, da je delež priimkov delodajalcev do 25 %, kar ga je pripeljalo do sklepa, da so baskovski naseljenci zelo pomembni v pojasnjuje povečan industrijski razvoj Antioquie v kolumbijskem kontekstu. Te ideje so podprli predstavniki razvojnih teorij, ki so skušali upravičiti poslovno rast na podlagi »značaja družbenih skupin«.

#### Baskovščina v Antioquiji
Uporaba terminologije baskovskega jezika (Euskera) na sedanjem ozemlju Kolumbije sega v zgodnje raziskovanje leta 1499, med tretjim Kolumbovim potovanjem, pravijo, da so od takrat na ozemlju močno prisotni Baski, vključno z uglednimi osebnostmi, kot je pilot in geograf Juan de la Cosa z vzdevkom el vizcaino. (Nekateri viri trdijo, da ni bil rojen v Baskiji, ampak je bil rojen v Santoñi v Kantabriji).
Več baskovskih kolonistov je doseglo to območje in se začelo naseljevati v regiji. Kolumbijski departma Antioquia velja za glavno pot baskovsko-navarskega priseljevanja, predvsem v kolonialni dobi. Na stotine Baskov se je preselilo kot naseljenci, ki so jih sponzorirala španska kolonizacijska podjetja.
Ljudje, ki so se zanimali za raziskovanje prisotnosti baskovskega ljudstva v departmaju Antioquia in Kolumbiji, so bili zaskrbljeni zaradi vprašanja, ki se nanaša na uporabo in ohranjanje baskovskega jezika na njihovih trenutnih ozemljih.
Ocenjuje se, na primer, za manjšo Antioquijo, regijo, kamor je prispelo na stotine Špancev, od katerih je bil dobršen del Baskov, da so nekatere omejene vidike kulture in tradicije prinesli baskovski naseljenci, čeprav brez omembe njihovega posebnega jezika.
V zvezi s tem je malo verjetno, da bi španska krona – da bi ohranila monopol čezmorskih podjetij, ohranila politike, ki omejujejo državljane, ki niso pripadali takratni španski vladavini – dovolila svojim kolonijam, da govorijo jezike, ki niso španski. Tisti Baski, ki so bili povabljeni k sodelovanju v kolonizacijskih četah in tujci na splošno, so se morali naučiti uradnega jezika, torej španščine, od tod prevlada španščine.
Kljub tem omejitvam je še vedno mogoče izslediti zgodovino sedanjih sklicevanj Kolumbije na starodavni jezik Baskov. Sklicevanje, ki ima zelo starodavno uporabo baskovščine na kolumbijskem ozemlju, se je pojavilo v zvezi z Lopejem de Aguirrejem, domačinom Gipuzkoa z vzdevkom Norec. Aguirrejev upor je kljuboval španskemu cesarstvu in izvajal dejanja proti podložnikom španske krone. Pedro de Ursúa, Navarec, zvest španskemu kralju, ki je bil tudi ustanovitelj Pamplone v vzhodni Kolumbiji, je dejal, da bi lahko prepričal vojake, da bi jim povedali o Aguirrejevem uporu, če bi govorili v baskovščini.
Po španski državljanski vojni se je veliko baskovskih družin preselilo v Kolumbijo. Številne od teh družin so bile baskovsko govoreče in so pisale dela v baskovščini in prav tako prevajale iz španščine v baskovščino literarna dela kolumbijskih avtorjev.

#### Baskovski govor v Antioquiaji
Sedanje špansko narečje v Antioquiaji, če ga natančno opazujemo, ima očitne vplive baskovščine. Vpliv baskovščine je očiten v besedah, kot sta coscorria(neuporaben, nesposoben) in tap (tap), če naštejemo le nekaj primerov. Baskovščina je vplivala tudi na izgovorjavo črke 's' apico-alveolar (prehod med tap). 's' in 'sh'), torej v Antioquiji in črko "ll" (dvojni L), izgovorjeno kot afrikativ, ne smemo spregledati vključitve črke 'a' pred določenimi začetnimi Rs: arrecostarse namesto recostarse, arrecoger namesto recoger in arrecordarse namesto recordarse.

### Španci v Antioquia
Prvi Španec, za katerega je znano, da je obiskal ozemlje, ki je danes znano kot Antioquia, je bil Rodrigo de Bastidas, ki je leta 1500 raziskal območje okoli bodočega mesta Darién. Deset let pozneje je Alonso de Ojeda ustanovil San Sebastián de Urabá, 2 km od današnjega mesta Necoclí. Kasneje so ga domačini uničili. Prvi španski vojaški vpad v Antioquijo pa je bil izveden šele leta 1537. Odprava pod poveljstvom Francisca Césarja je potovala skozi dežele poglavarja Dabeibe in prispela do reke Cauca. Iz grobov staroselcev naj bi vzeli pomembne zaklade. V odgovor so bojevniki poglavarja Nutibare nenehno nadlegovali Špance in jih prisilili, da so se vrnili v regijo Urabá.
Leta 1541 je konkvistador Jorge Robledo odšel z mesta bodočega (1542) španskega mesta Arma, malo pod Aguadasom na severu Caldasa, da bi vodil odpravo proti severu ob reki Cauca.
Bolj severno bi Robledo ustanovil mesto Santa Fe de Antioquia, ki je bilo leta 1813 razglašeno za prestolnico suverene in neodvisne države Antioquije in je ostal sedež guvernerja do leta 1826, ko je bil Medellin imenovan za prestolnico.
Drugi Španci, ki so naselili Antioquijo, so prišli iz Estremadure, Katalonije, Andaluzije in Kanarskih otokov. Estremadurci in Katalonci so vplivali na izgovorjavo črke 's' kot apico-alveolar, kot Baski. Andaluzijci in Kanarci so vplivali na seseo v španskem narečju.

### Toponimija
Razlog za izbrano ime departmaja zgodovinsko ni jasen. Najbolj sprejeta razlaga je, da se je ime za takrat grško-sirsko (zdaj turško) helenistično mesto Antiohija na Orontu (grško: Antiochia, Αντιοχεία, arabsko: Antākiyyah, danes Antakya) uporabljalo že od regije znane kot Cona kave v Kolumbiji, v kateri so številna mesta poimenovana po mestih na Bližnjem vzhodu, ima zelo močan judovsko-arabski vpliv, tako demografsko kot kulturno. Poleg tega je omenjeno mesto igralo pomembno vlogo pri razvoju zgodnjih krščanskih skupnosti, ki je tako versko pomembno za rimskokatoliške španske osvajalce. Drugi navajajo, da je poimenovano po nekaterih drugih helenističnih starodavnih mestih na Bližnjem vzhodu z imenom Antiochia, ki so jih ustanovili tudi nekateri antiohijski kralji v času Selevkidskega cesarstva (312–63 pr. n. št.).

### 16. do 21. stoletje
Zaradi geografske izoliranosti (saj leži med gorami) je imela Antioquia težave z oskrbo. Topografija ni dopuščala veliko kmetijstva, zato so mesta postala odvisno od trgovine, zlasti zlata za kolonizacijo nove zemlje. Velik del te trgovine je bil posledica reform, sprejetih po obisku Juana Antonia Mon y Velardeja, inšpektorja španske krone leta 1785. Antioquia je postala kolonizator in trgovec.
Departma je močno prizadel konflikt (Conflicto armado interno de Colombia), vojna med kolumbijsko vlado, skrajno desnimi paravojaškimi skupinami, kriminalnimi združbami in skrajno levimi gverilskimi skupinami, ki se je začel 27. maja 1964. Med letoma 1997 in 2005 je bilo pogrešanih okoli 30.000 ljudi.
Wall Street Journal in Citi sta leta 2013 objavila, da je Medellín, glavno mesto departmaja Antioquia, zmagovalec tekmovanja za mesto leta, globalnega programa, razvitega v partnerstvu z Urban Land Institute za priznanje najbolj inovativnih mestnih centrov. Medellín je bil uvrščen nad ostale finaliste, Tel Aviv in New York City.

## Administrativne enote

### Regije in občine
Antioquia je razdeljena na devet regij, da se olajša upravljanje ministrstva. V teh devetih regijah je skupaj 125 občin. Devet regij so:
- Jugozahodna Antioquia
- Vzhodna Antioquia
- Severovzhodna Antioquia
- Severna Antioquia
- Zahodna Antioquia
- Bajo Cauca Antioquia
- Magdalena Medio Antioquia
- Urabá Antioquia
- Área Metropolitana del Valle de Aburrá

## Demografija
Prebivalstvo Antioquie šteje 6.613.118 (ocena iz leta 2017), od tega jih več kot polovica živi v metropolitanskem območju Medellín. Rasna sestava je:
- Belci / Mestici (88,6 %)
- črnci ali afrokolumbijci (10,9 %)
- domorodci (0,5 %)

Lokalni prebivalci Antioquie so znani kot Aantioqueños. Od petih glavnih regionalnih skupin v Kolumbiji je prevladujoča skupina v Antioquii znana kot paisa, ki se nanaša na tiste, ki živijo v regiji Paisa, ki pokriva večino Antioquie, pa tudi departmaje Caldas, Risaralda in Quindío.

## Gospodarstvo

### Naravni viri
Antioquia je bogata z naravnimi viri. Rudarstvo igra pomembno vlogo. Kopljejo se predvsem kovine, kot so zlato, platina in nekovinski minerali. Pa tudi premog, železo in svinec. Bogata je tudi z nafto, bakrom, azbestom, cinkom in marmorjem; regija ima vodilno vlogo v kolumbijski rudarski industriji. Poleg tega nadzoruje približno 60 % nacionalne proizvodnje cementa. Antioquia je tudi departma, v katerem se večina zlata pridobiva z izpiranjem.

### Industrija
Industrijsko srce tvori metropolitansko regijo Valle de Aburrá s središčem Medellín, vključno z živilsko-predelovalno, električno in tekstilno industrijo. Obstajajo tudi nekatere strateške industrije v državi z bombažem, palmovim oljem, avtomobilsko in papirno, živilsko, tekstilno, oblačilno, kartonsko, papirno, založniško in tiskarsko industrijo, kemikalijami in detergenti.
Zaradi zadostnih in rednih padavin je v Antioquiaji ogromno vode. Obstajajo številni jezovi za proizvodnjo električne energije: Guatapé-El Peñol, Jaguas, jez Playas, jez Punchiná, Riogrande II, Miraflores, jez Porce II, jez Porce III in jez Troneras, jez Ituango, La García, La Fe in Piedras.

### Kmetijstvo
V Antioquiji kavo pridelujejo v 94 občinah. Obiranje traja od septembra do decembra. S kavo se preživlja 78.000 družin in letno pridelajo 2,2 milijona vreč kave (15,8 % nacionalne proizvodnje) Skupno je v žetvi kave zaposlenih 228.000 ljudi, od tega 196.000 pridelovalcev kave in njihovih sorodnikov ali podeželja. Prav tako je 32.000 delavcev migrantov. Antioquia je vodilna v proizvodnji mleka z največjo mlečno zadrugo v Latinski Ameriki, Colanto.

### Turizem
Poleg metropole Medellín, številne tuje obiskovalce privablja Narodni naravni park Las Orquídeas za katerega je značilna bogata raznolikost orhidej in drugih povezanih vrst. Skoraj milijon turistov vsako leto pride v Guatapé, majhno mesto ob rezervoarju (vodni športi in najem čolnov), približno 100 km od Medellina, kjer je znamenita skala Guatapé (El Peñón de Guatapé). Sam kraj ima številne restavracije in ponuja prenočitev.